# Alameda (Saskatchewan)
Alameda es un pueblo canadiense situado en la provincia de Saskatchewan.

## Superficie
Alameda tiene una superficie de 2,53 km².

## Demografía
En 2021, tenía 345 habitantes, una densidad poblacional de 136,6 hab./km², y 187 viviendas.